# Burning Japan Live 1999
Burning Japan Live 1999 — концертный альбом шведской мелодик-дэт-метал-группы Arch Enemy, выпущен в декабре 2000 года.
Burning Japan Live 1999 первоначально был издан только в Японии, однако в 2000 году альбом был переиздан в остальных странах по просьбам фанатов.

## Список композиций
1. «The Immortal» — 3:48
2. «Dark Insanity» — 3:44
3. «Dead Inside» — 4:16
4. «Diva Satanica» — 4:12
5. «Pilgrim» — 4:40
6. «Silverwing» — 4:14
7. «Beast of Man» — 3:34
8. «[Bass Intro]/Tears of the Dead» — 6:11
9. «Bridge of Destiny» — 5:27
10. «Transmigration Macabre» — 4:13
11. «Angelclaw» — 4:28

- Песни 2 и 10 с альбома Black Earth
- Песни 4, 7, 8 и 9 с альбома Stigmata
- Песни 1, 3, 5, 6 и 11 с альбома Burning Bridges

## Участники записи
- Йохан Лиива — вокал
- Майкл Эмотт — соло-гитара
- Кристофер Эмотт — ритм-гитара
- Шарли Д’Анджело — бас-гитара
- Даниэль Эрландссон — ударные